# Arved Fuchs
Arved Fuchs, född 26 april 1953, är en tysk polarforskare och författare. Han har genomfört många expeditioner, varav den mest kända är den till Nordpolen. Där gick han 1 000 km på 56 dagar. Temperaturen låg under -56° Celsius och det var drivis. Samma år åkte han på skidor till Sydpolen tillsammans med Reinhold Messner. Fuchs är den första människan som har varit på bägge polerna inom ett år.